# سیولا گراند
سیولا گراند (انگلیسی: Siula Grande) نام کوهی است که در رشته‌کوه‌های هوای‌هوآش در کوه‌های آند کشور پرو قرار دارد. ارتفاع قله این کوه ۶۳۳۴ متر است و یک قله کوچکتر که در کنار آن به نام سیولا چیکو با ارتفاع ۶۲۶۰ قرار دارد.